# Hans Kullen
Hans Kullen (* 3. Dezember 1941) ist ein ehemaliger deutscher Sportfunktionär.
Vom 10. September 2002 bis 14. November 2002 war Kullen Präsident des damaligen Fußball-Zweitligisten SSV Reutlingen.
Ab 16. Juli 2003 war er Präsident der Stuttgarter Kickers und rettete den Verein vor der Insolvenz. Am 6. März 2007 trat Kullen nach Querelen mit Teilen des Aufsichtsrats zurück. Nach dem Rücktritt wollte Kullen 437.000 Euro zurückhaben, die er dem Klub in Form eines Rangrücktrittsdarlehens zur Verfügung gestellt hatte. Nachdem die Forderung von den Kickers abgelehnt wurde, einigte man sich im Jahr 2008 über die Rückzahlung des Betrages. 
Von Beruf ist Hans Kullen Versicherungskaufmann.